# Aracana
Aracana – rodzaj morskich ryb rozdymkokształtnych z rodziny kosterowatych (Ostraciidae).

## Podział systematyczny
Gatunki zaliczane do tego rodzaju:
- Aracana aurita (Shaw, 1798)
- Aracana ornata (J.E. Gray 1838)

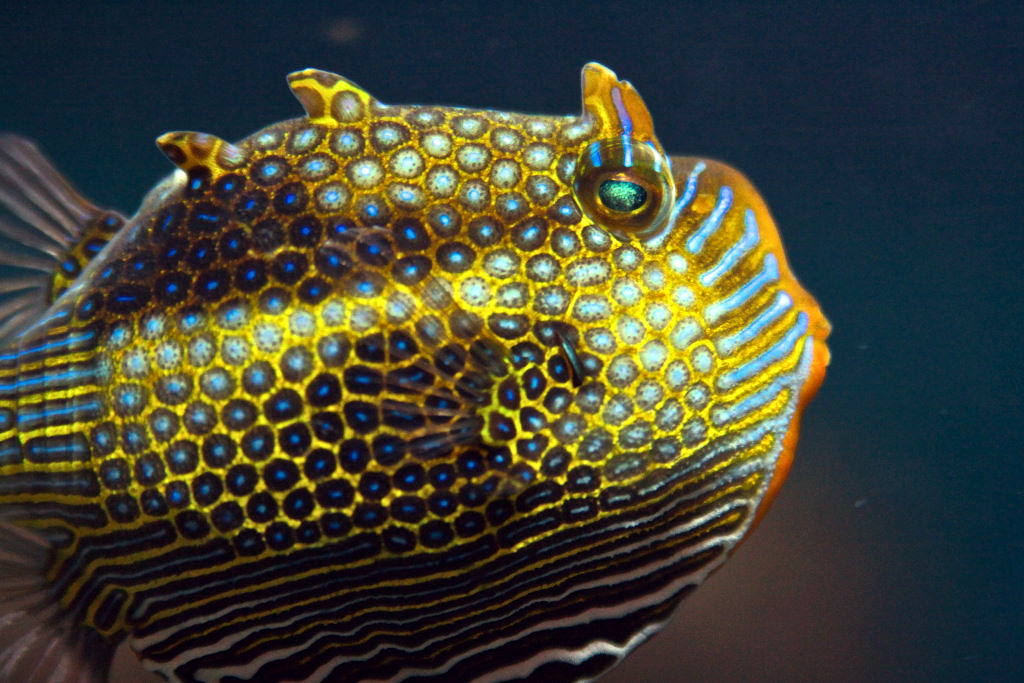
Aracana ornata